# Ingrannes
Ingrannes est une commune française située dans le département du Loiret, en région Centre-Val de Loire.
Ses habitants sont appelés les Ingrannais(e).

## Géographie

### Localisation

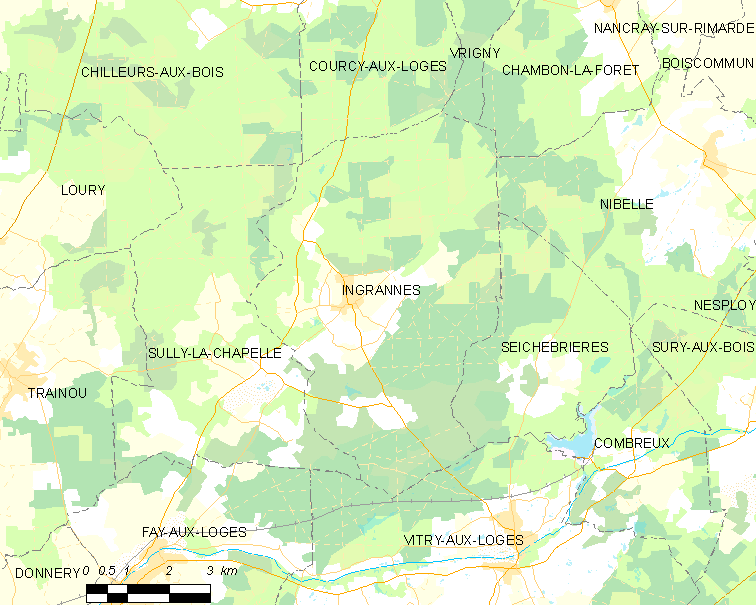
Carte de la commune de Ingrannes et des communes limitrophes

La commune d'Ingrannes se trouve dans le quadrant nord-ouest du département du Loiret, dans la région agricole de l'Orléanais et l'aire urbaine d'Orléans.  À vol d'oiseau, elle se situe à 24,8 km  d'Orléans, préfecture du département, et à 14,6 km de Neuville-aux-Bois, ancien chef-lieu du canton dont dépendait la commune avant mars 2015. La commune fait partie du bassin de vie de Châteauneuf-sur-Loire dont elle est éloignée de 14,0 km.
Les communes les plus proches sont : Sully-la-Chapelle (2,9 km), Seichebrières (5 km), Vitry-aux-Loges (6,9 km), Combreux (7,9 km), Courcy-aux-Loges (8 km), Traînou (8,3 km), Fay-aux-Loges (8,9 km), Nibelle (9,1 km), Loury (9,4 km) et Chambon-la-Forêt (9,4 km).

### Géologie et relief

#### Géologie
La commune se situe dans le sud du Bassin parisien, le plus grand des trois bassins sédimentaires français. Cette vaste dépression, occupée dans le passé par des mers peu profondes et des lacs, a été comblée, au fur et à mesure que son socle s’affaissait, par des sables et des argiles, issus de l’érosion des reliefs alentours, ainsi que des calcaires d’origine biologique, formant ainsi une succession de couches géologiques.
Les couches affleurantes sur le territoire communal sont constituées de formations superficielles du Quaternaire et de roches sédimentaires datant du Cénozoïque, l'ère géologique la plus récente sur l'échelle des temps géologiques, débutant il y a 66 millions d'années. La formation la plus ancienne est des marnes et calcaires de l'Orléanais remontant à l’époque Miocène de la période Néogène. La formation la plus récente est des dépôts anthropiques remontant à l’époque Holocène de la période Quaternaire. Le descriptif de ces couches est détaillé dans  la feuille « n°364 - Bellegarde-du-Loiret » de la carte géologique au 1/50 000ème du département du Loiret, et sa notice associée.

Carte géologique de la commune.

|  | X :  | dépôts anthropiques                                               |
|  | FC : | alluvions et colluvions du fond des vallées secondaires, Holocène |

|  | qN : | sables et galets éoliens, Quaternaire |

|  | m3-p1SASo : | sables et argiles de Sologne, Langhien supérieur à Pliocène inférieur |
|  | m2MSO :     | marnes et sables de l'Orléanais, Burdigalien                          |
|  | m2MCO :     | marnes et calcaires de l'Orléanais, Burdigalien                       |

#### Relief
La superficie cadastrale de la commune publiée par l’Insee, qui sert de références dans toutes les statistiques, est de 38,98 km2,. La superficie géographique, issue de la BD Topo, composante du Référentiel à grande échelle produit par l'IGN, est quant à elle de 39,03 km2. Son relief est relativement plat puisque la dénivelée maximale atteint 38 mètres. L'altitude du territoire varie entre 109 m et 147 m.

### Climat
Pour des articles plus généraux, voir Climat du Centre-Val de Loire et Climat du Loiret.
En 2010, le climat de la commune est de type climat océanique dégradé des plaines du Centre et du Nord, selon une étude du CNRS s'appuyant sur une série de données couvrant la période 1971-2000. En 2020, Météo-France publie une typologie des climats de la France métropolitaine dans laquelle la commune est exposée à un climat océanique altéré et est dans une zone de transition entre les régions climatiques « Sud-ouest du bassin Parisien » et « Moyenne vallée de la Loire ».
Pour la période 1971-2000, la température annuelle moyenne est de 10,9 °C, avec une amplitude thermique annuelle de 15,6 °C. Le cumul annuel moyen de précipitations est de 690 mm, avec 10,3 jours de précipitations en janvier et 7,4 jours en juillet. Pour la période 1991-2020, la température moyenne annuelle observée sur la station météorologique de Météo-France la plus proche, sur la commune de Loury à 10 km à vol d'oiseau, est de 11,8 °C et le cumul annuel moyen de précipitations est de 757,1 mm,. Pour l'avenir, les paramètres climatiques de la commune estimés pour 2050 selon différents scénarios d'émission de gaz à effet de serre sont consultables sur un site dédié publié par Météo-France en novembre 2022.

### Milieux naturels et biodiversité

#### Sites Natura 2000
Le réseau Natura 2000 est un réseau écologique européen de sites naturels d’intérêt écologique élaboré à partir des Directives «Habitats » et «Oiseaux ». Ce réseau est constitué de Zones Spéciales de Conservation (ZSC) et de Zones de Protection Spéciale (ZPS). Dans les zones de ce réseau, les États Membres s'engagent à maintenir dans un état de conservation favorable les types d'habitats et d'espèces concernés, par le biais de mesures réglementaires, administratives ou contractuelles. L'objectif est de promouvoir une gestion adaptée des habitats tout en tenant compte des exigences économiques, sociales et culturelles, ainsi que des particularités régionales et locales de chaque État Membre. les activités humaines ne sont pas interdites, dès lors que celles-ci ne remettent pas en cause significativement l’état de conservation favorable des habitats et des espèces concernés,.
Un site Natura 2000 est présent sur le territoire communal de Ingrannes :
| Numéro    | Type                                     | Nom                           | Arrêté de classement | Localisation                                                                    |
| --------- | ---------------------------------------- | ----------------------------- | -------------------- | ------------------------------------------------------------------------------- |
| FR2400524 | SIC (directive "Habitats, faune, flore") | Forêt d’Orléans et périphérie | 20 août 2014         | Plusieurs entités sont localisées dans les parties centre et sud de la commune. |

Le site de la « forêt d'Orléans et périphérie » d'une surface totale de 2 226,40 ha, est morcelé en 38 entités. Celles-ci, de tailles variables (de 0,9 à 347 ha), sont disséminées sur les 3 massifs et leurs périphéries. Au cours de la réalisation du document d'objectifs, à la suite des inventaires de terrain, l'absence d'habitat ou habitat d'espèce d'intérêt communautaire dans certaines entités a conduit à la proposition de leur suppression (13 entités concernées, pour une surface totale de 207,90 ha).  L'intérêt du site réside dans la qualité des zones humides (étangs, tourbières, marais, mares), la grande richesse floristique, avec un intérêt élevé pour les bryophytes, les lichens et les champignons. 17 habitats naturels d’intérêt communautaire sont répertoriés sur le site qui présente aussi un intérêt faunistique, notamment l’avifaune, les chiroptères, les amphibiens et les insectes. Ce site présente une faible vulnérabilité dans les conditions actuelles de gestion ; il s’agit en effet de parcelles de forêt domaniale dont la gestion actuelle n’induit pas de contraintes particulières pour les espèces citées. Certaines comme le balbuzard pêcheur font l’objet d’une surveillance. D’autres espèces justifieraient un suivi, comme le sonneur à ventre jaune, l’aigle botté, la pie-grièche écorcheur.

#### Zones nationales d'intérêt écologique, faunistique et floristique

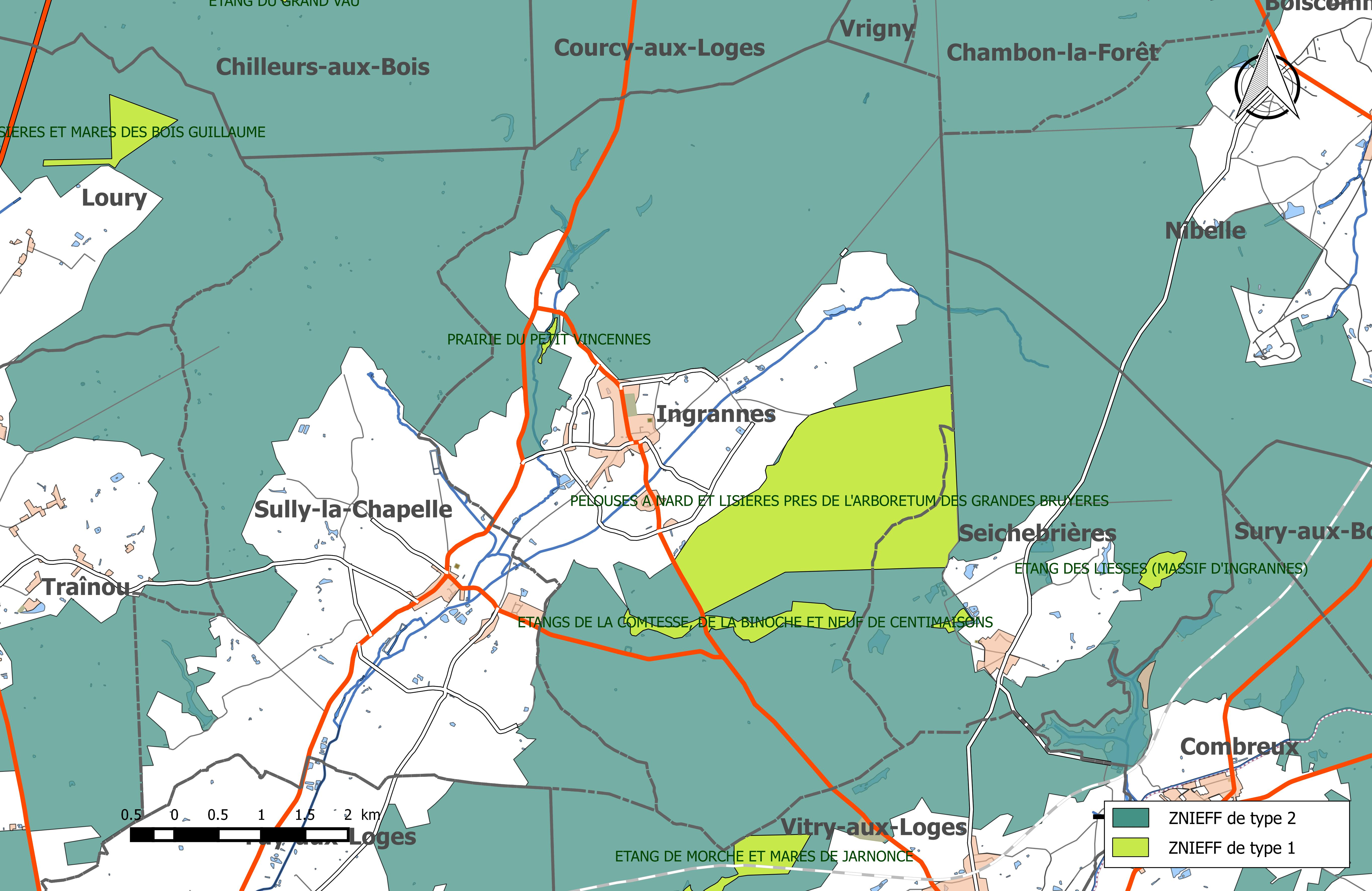
Carte des ZNIEFF de la commune et de ses abords.

L’inventaire des zones naturelles d'intérêt écologique, faunistique et floristique (ZNIEFF) a pour objectif de réaliser une couverture des zones les plus intéressantes sur le plan écologique, essentiellement dans la perspective d’améliorer la connaissance du patrimoine naturel national et de fournir aux différents décideurs un outil d’aide à la prise en compte de l’environnement dans l’aménagement du territoire. Le territoire communal d'Ingrannes comprend quatre ZNIEFF.
- les « Étangs de la comtesse, de la Binoche et neuf de centimaisons », de type 1[Note 2] et d'une superficie de 44 hectares. La zone est une chaîne de trois étangs privés se situant sur la frange Sud du Massif d'Ingrannes à un peu plus de deux km au sud-est du bourg d'Ingrannes[25]. Son altitude est de 118 m[INPN 4].  Ces plans d'eau et les milieux humides attenants regroupent des habitats particulièrement rares pour la région comme les basmarais acides, des caricaies à Carex lasiocarpa ou encore les boulaies à sphaignes. La diversité floristique s'avère élevée en partie en raison de la diversité des milieux présents[INPN 5].

- les « Pelouses à nard et lisières de l'arboretum des Grandes Bruyères », de type 1 et d'une superficie de 503,23 hectares. La zone s'étend sur deux communes : Ingrannes et Seichebrières. Cette zone correspond à une partie du massif d'Ingrannes (un des trois massifs de la forêt d'Orléans). Cette "pointe" du massif domanial est traversée par les routes forestières d'Ingrannes, de Sancerre, des Centimaisons et de la Bouillante notamment[DREAL 1]. Son altitude varie entre 135 et 150 m[INPN 6]. Les carrefours, les bords des chemins, les lisières, et quelques clairières abritent de nombreuses espèces déterminantes et protégées. Parmi ces espèces, on peut mentionner une station de Séneçon à feuilles d'adonis (Senecio adonidifolius), très rare dans la région, ou encore une importante population d'Arnica des montagnes (Arnica montana), répartie sur l'ensemble des zones herbeuses des chemins de ce secteur[INPN 7].

- la « Prairie du Petit Vincennes », de type 1 et d'une superficie de 2,6 hectares. Cette étroite bande prairiale s'inscrit dans un petit vallon au long de la RD 92 entre la Cour Dieu et la ferme d'Horsdeville, à environ 1 km à l'Ouest du bourg d'Ingrannes[DREAL 2]. Son altitude est de 115 m[INPN 8]. Cette prairie est inondée dans ses bas niveaux topographiques en hiver et parfois au printemps par des méandres du ruisseau attenant. Elle est pâturée par des bovins en fin de saison lorsque les sols s'assèchent, toutefois, l'état de conservation de l'habitat prairial reste bon. Cette zone abrite quatre espèces végétales déterminantes dont trois protégées[INPN 9].

- le « Massif forestier d'Orléans », de type 2[Note 3] et d'une superficie de 36 086 hectares. La zone s'étend sur 37 communes, dont Ingrannes, et se superpose pour la commune à la zone Natura 2000 de même nom[DREAL 3]. Son altitude varie entre 126 et 174 m[INPN 10]. La forêt d'Orléans repose pour l'essentiel sur des terrains de nature comparable à celle des terrains de la Sologne (Burdigalien) épandus sur le coteau de Beauce. Les formations végétales sont donc plutôt acidoclines à acidiphiles avec des secteurs secs et  d'autres  très  humides.  L'intérêt  dépasse  les  contours  complexes  du  massif  domanial  et  s'étend  également  aux  lisières  et enclaves privées qui le prolongent[INPN 11].

## Toponymie
Le nom de la localité est attesté sous les formes Fines au IVe siècle (Table de Peutinger) ; Fines, VIe s. ; Ingrana, XIe s. (De Ministerio Arnulfi, Pouillé de Sens, p. 323) ; Ingrannia, 1139-1140 ; Ingrana, 1151 (Cartulaire de Sainte-Croix d’Orléans, p. 51, 80, 86, 108) ; Ingranne, 1404 (A.D. 45-A 783) ; Yngranne, 1536 ; Ingrande, XVIIe s. (A.D. 45-Plan, album n° IV, plan n° 37) ; Ingrannes, 1740 (B.M. d’Orléans, Ms 995, fol. 96) ; Ingranne, 1790 (A.D. 45-L 307). Le s final est muet et parasite.  Ingrande aux XVIIe et XVIIIe siècles.
Du gaulois equa, équivalent au latin aequa, « juste », et randa équivalent du latin fines, « limite » ; du bas latin igoranda, « juste limite, frontière fixée par un traité ». Le gaulois randa ayant le même sens que le latin fines (limite), indique la limite des cités gauloises. Tous les lieux qui portent ce nom se trouvent à la limite de 2 diocèses, de 2 cités romaines ou de 2 peuples gaulois. Sous l’Empire, ces localités reçurent le nom de Fines ; mais le nom pré-romain se perpétua dans le parler populaire, tandis que sa traduction latine eut une existence éphémère.
Le nom d’Ingrannes procède du toponyme gaulois egoranda (ou equoranda) dont l'évolution la plus fréquente en France est Ingrandes. D'autres reconstructions sont envisageables, notamment igoranda ou icoranda.
Egoranda devait fondamentalement signifier « limite » et correspondait souvent à la frontière entre deux peuples gaulois. À l'époque gauloise, Ingrannes se trouvait effectivement à la frontière (forestière) entre les Carnutes et les Sénons, qui devint limite entre les cités gallo-romaines d'Orléans et de Sens, puis, jusqu'en 1789, entre les diocèses d'Orléans et de Sens. Mais, lors de la création des départements en 1790, le Gâtinais méridional (Montargis), qui appartenait au diocèse de Sens et à la généralité d'Orléans, a été rattaché au Loiret ; de sorte qu'Ingrannes a perdu sa position limitrophe, contrairement à d'autres Egoranda. La première partie de ce toponyme rappellerait l'eau, rappelant une frontière liée à l'eau, en s'appuyant sur Icauna déesse de la rivière à Auxerre.

## Histoire
Ingrannes se trouve sur la voie antique de Sens à Orléans, diocèse d’Orléans, alors qu’à l’Est, la paroisse de Chambon-la-Forêt était du diocèse de Sens.  A l’époque gauloise, se trouvait la limite entre les Senones et les Carnutes ; limite naturelle, formée par la forêt d’Orléans. Après la conquête et le démembrement de la Civitas Carnutum, dont partie devint la Civitas Aurelianorum, la frontière Est resta naturellement identique.
Ingrannes était traversé par la voie romaine de Sens à Orléans, encore appelée chemin de César.

## Urbanisme

### Typologie
Au 1er janvier 2024, Ingrannes est catégorisée commune rurale à habitat dispersé, selon la nouvelle grille communale de densité à sept niveaux définie par l'Insee en 2022.
Elle est située hors unité urbaine. Par ailleurs la commune fait partie de l'aire d'attraction d'Orléans, dont elle est une commune de la couronne,. Cette aire, qui regroupe 136 communes, est catégorisée dans les aires de 200 000 à moins de 700 000 habitants,.

### Occupation des sols
L'occupation des sols de la commune, telle qu'elle ressort de la base de données européenne d’occupation biophysique des sols Corine Land Cover (CLC), est marquée par l'importance des forêts et milieux semi-naturels (81,7 % en 2018), en augmentation par rapport à 1990 (80 %). La répartition détaillée en 2018 est la suivante : 
forêts (72,9 %), prairies (8,8 %), milieux à végétation arbustive et/ou herbacée (8,8 %), terres arables (8,3 %), zones urbanisées (1,1 %).
L'évolution de l’occupation des sols de la commune et de ses infrastructures peut être observée sur les différentes représentations cartographiques du territoire : la carte de Cassini (XVIIIe siècle), la carte d'état-major (1820-1866) et les cartes ou photos aériennes de l'IGN pour la période actuelle (1950 à aujourd'hui).

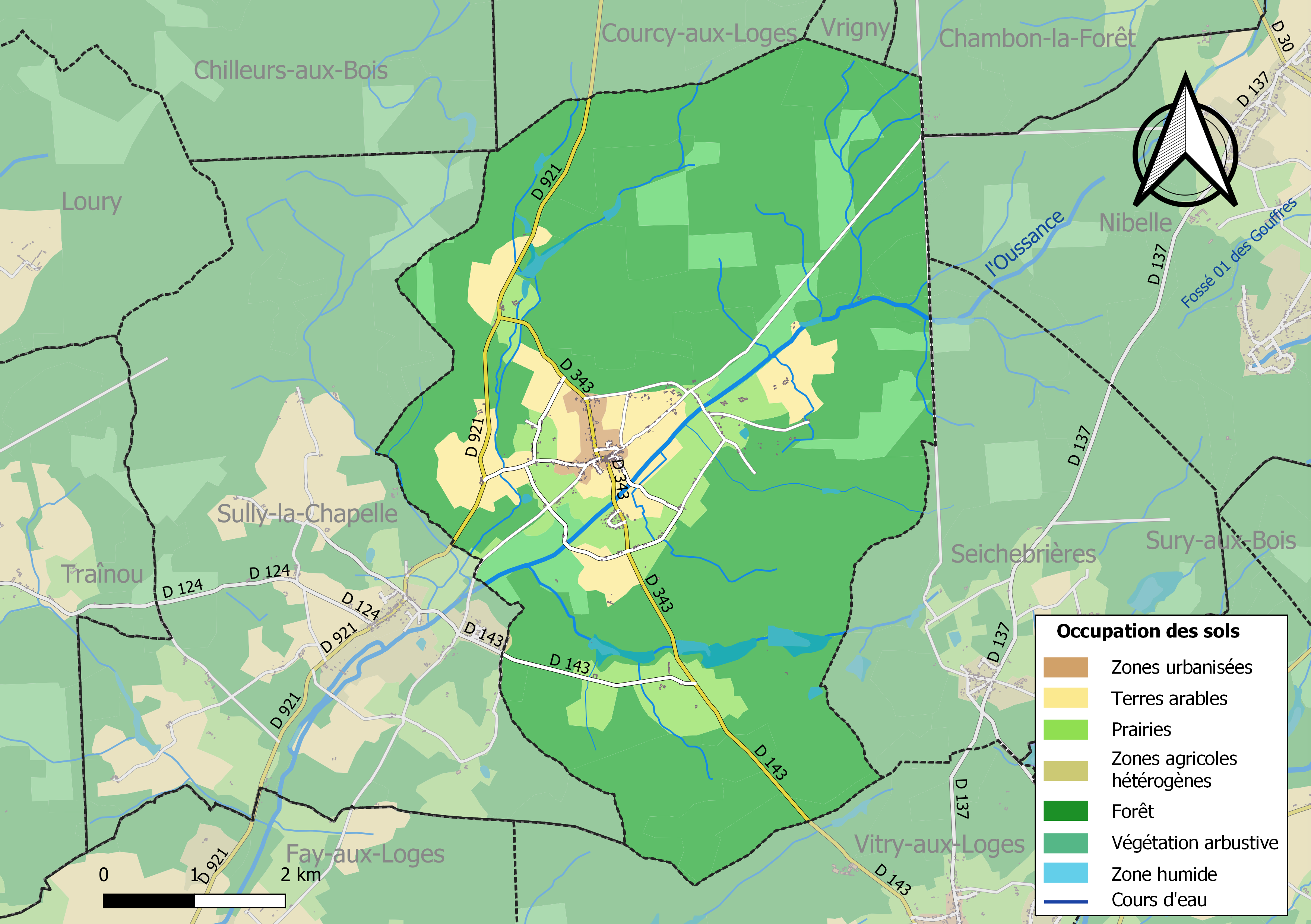
Carte des infrastructures et de l'occupation des sols de la commune en 2018 (CLC).
Carte orthophotographique de la commune en 2016.

### Planification

#### Plan local d'urbanisme
En 2016, la commune ne dispose pas de document d'urbanisme approuvé. De ce fait seules les règles générales du règlement national d'urbanisme s'appliquent. Ainsi tout terrain situé hors des parties actuellement urbanisées est inconstructible hormis dans certains cas spécifiques.

#### Documents d'orientations intercommunaux
La commune est membre du pays Forêt d'Orléans - Val de Loire, qui regroupe 32 communes. En 2012 les Pays Forêt d'Orléans Val de Loire, Loire Beauce et Sologne Val-sud sont les seuls territoires du département du Loiret ne disposant pas de schéma de cohérence territoriale (SCoT). Compte tenu  de l'intérêt de cet outil pour l'avenir des territoires, les élus de ces pays décident d'engager une démarche commune d'élaboration de SCoT. Le comité syndical du Pays Forêt d'Orléans - Val de Loire décide de prendre le 8 octobre 2015 la compétence « Elaboration, gestion et suivi du Schéma de Cohérence Territoriale » et, après avis favorable conforme des différentes communes membres (le 7 décembre 2015 pour Ingrannes), le Préfet approuve la modification des statuts en ce sens le 19 février 2016. Les trois SCoT sont lancés officiellement et simultanément à La Ferté-Saint-Aubin le 21 juin 2014, l'assistance à maîtrise d'ouvrage étant confiée à un seul bureau d'études. Après étude et concertation de 2014 à 2017, le document doit être approuvé en 2018.

### Voies de communication et transports

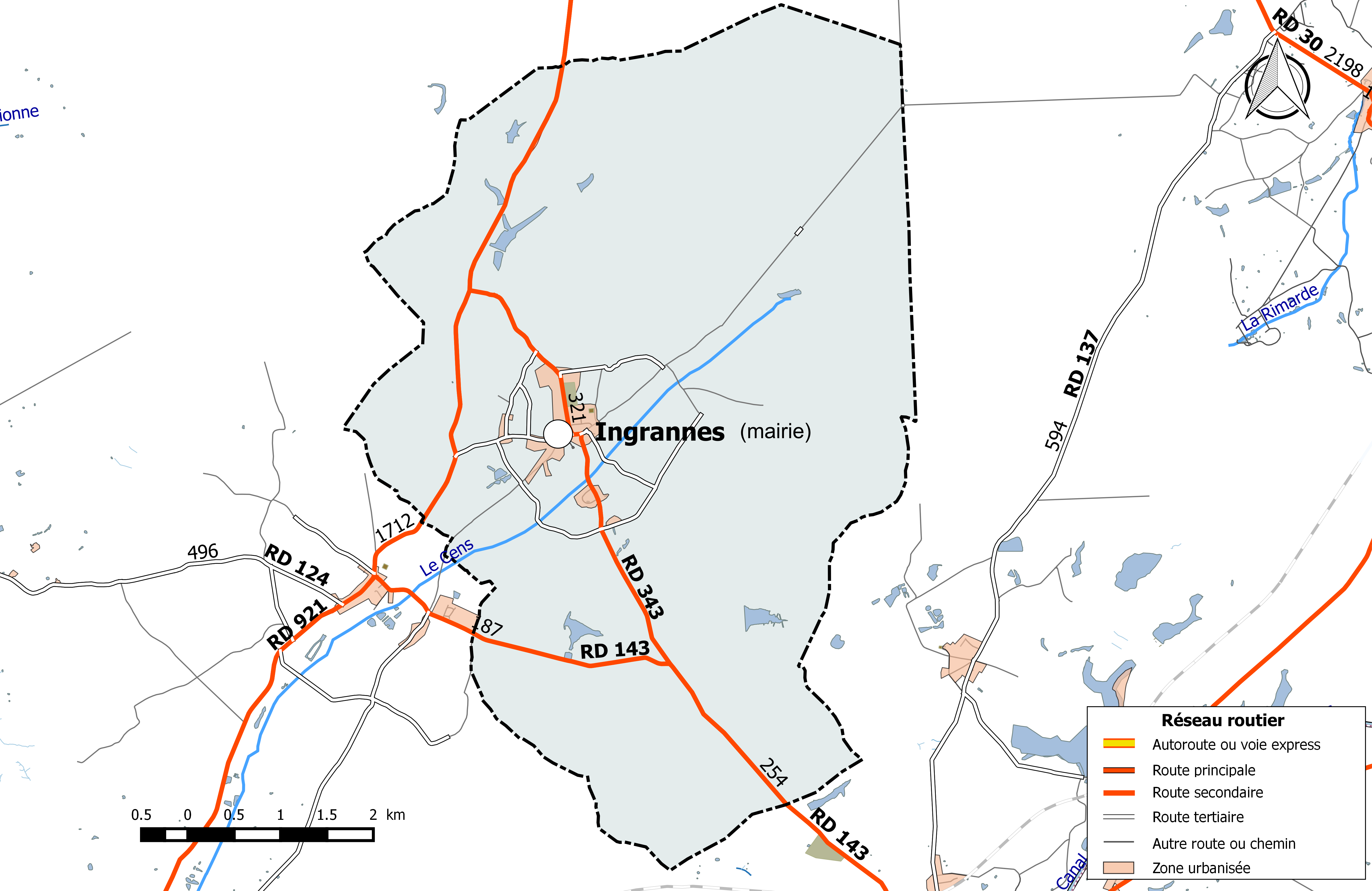
Réseau routier principal de la commune de Ingrannes (avec indication du trafic routier 2014).

#### Infrastructures routières
La commune est traversée par la RD 921 et deux routes départementales à faible trafic :  la RD 143 (254 véhicules/jour), qui relie Sully-la-Chapelle à Vitry-aux-Loges et la RD 343 (321 véhicules/jour), qui relie le centre-bourg à la RD 143. Complétant ces voies, la commune est sillonnée de plusieurs voies communales et chemins ruraux  desservant ses fermes et hameaux et les bourgs environnants.
La RD 921 traverse la frange ouest de la commune. Il s'agit de l'ancienne route nationale 721, qui reliait avant 1973 Étampes (RN 20), Pithiviers, Jargeau et La Ferté-Saint-Aubin (RN 20). Elle a été transférée au département du Loiret par arrêté du 22 décembre 1972.  En 2014, elle supporte un trafic de 1 712 véhicules/jour.

#### Transports en commun
En 2016, la commune est desservie par la ligne no 16 du réseau Ulys, le réseau interurbain de transport par autocar du Conseil départemental du Loiret. Cette ligne, qui relie Ingrannes - Sully-la-Chapelle - Traînou - Vennecy - Orléans, propose un nombre de dessertes variable en fonction des jours ouvrables de la semaine. Des correspondances SNCF sont assurées dans la  gare d'Orléans. À compter du 1er janvier 2017, la compétence des services de transports routiers interurbains, réguliers et à la demande est transférée des départements aux régions, et donc localement du département du Loiret à la région Centre-Val de Loire, consécutivement à la loi NOTRe du 7 août 2015.

### Risques majeurs
La commune d'Ingrannes est vulnérable à différents aléas naturels : climatiques (hiver exceptionnel ou canicule), mouvements de terrains ou sismique (sismicité très faible). 
Entre 1989 et 2019, huit arrêtés ministériels ayant porté reconnaissance de catastrophe naturelle ont été pris pour le territoire de la commune  : trois  pour des inondations et coulées de boues et cinq pour des mouvements de terrains.
Le territoire de la commune peut être concerné par un risque d'effondrement de cavités souterraines non connues. Une cartographie départementale de l'inventaire des cavités souterraines et des désordres de surface a été réalisée. Il a été recensé sur la commune plusieurs effondrements de cavités.
Par ailleurs, le sol du territoire communal peut faire l'objet de mouvements de terrain liés à la sécheresse. Le phénomène de retrait-gonflement des argiles est la conséquence d'un changement d'humidité des sols argileux. Les argiles sont capables de fixer l'eau disponible mais aussi de la perdre en se rétractant en cas de sécheresse. Ce phénomène peut provoquer des dégâts très importants sur les constructions (fissures, déformations des ouvertures) pouvant rendre inhabitables certains locaux. Celui-ci a particulièrement affecté le Loiret après la canicule de l'été 2003. Une grande partie du territoire de la commune est soumise à un aléa « fort » face à ce risque, selon l'échelle définie par le Bureau de recherches géologiques et minières (BRGM).
Depuis le 22 octobre 2010, la France dispose d’un nouveau zonage sismique divisant le territoire national en cinq zones de sismicité croissante. La commune, à l’instar de l’ensemble du département,  est concernée par un risque très faible.

## Politique et administration

### Découpage territorial

#### Bloc communal: Commune et intercommunalités
La paroisse d'Ingranne acquiert le statut de municipalité avec le  décret du 12 novembre 1789 de l'Assemblée Nationale puis celui de « commune », au sens de l'administration territoriale actuelle, par le décret de la Convention nationale du 10 brumaire an II (31 octobre 1793). Il faut toutefois attendre la loi du 5 avril 1884 sur l'organisation municipale pour qu'un régime juridique uniforme soit défini pour toutes les communes de France, point de départ de l’affirmation progressive des communes face au pouvoir central.
Aucun événement de restructuration majeure du territoire, de type suppression, cession ou réception de territoire, n'a affecté la commune depuis sa création.
La commune est membre de la Communauté de communes des Loges depuis sa création le 24 décembre 1996.

#### Circonscriptions de rattachement
Sous l'Ancien Régime, à la veille des États généraux de 1789, la paroisse d'Ingranne était rattachée sur le plan ecclésiastique à l'ancien diocèse d'Orléans, sur le plan judiciaire au bailliage d'Orléans , sur le plan militaire au gouvernement d'Orléans et sur le plan administratif à la généralité d'Orléans, élection d'Orléans,.
La loi du 22 décembre 1789 divise le pays en 83 départements découpés chacun en six à neuf districts eux-mêmes découpés en cantons regroupant des communes. Les districts, tout comme les départements, sont le siège d’une administration d’État et constituent à ce titre des circonscriptions administratives. La commune d'Ingranne est alors incluse dans le canton de Vitry-aux-Loges, le district de Boiscommun et le département du Loiret.
La recherche d’un équilibre entre la volonté d’organiser une administration dont les cadres permettent l’exécution et le contrôle des lois d’une part, et la volonté d’accorder une certaine autonomie aux collectivités de base (paroisses, bourgs, villes) d’autre part, s’étale de 1789 à 1838. Les découpages territoriaux évoluent ensuite au gré des réformes visant à décentraliser ou recentraliser l'action de l'État. La régionalisation fonctionnelle des services de l'État (1945-1971) aboutit à la création de régions. L'acte I de la décentralisation de 1982-1983 constitue une étape importante en donnant l'autonomie aux collectivités territoriales, régions, départements et communes. L'acte II intervient en 2003-2006, puis l'acte III en 2012-2015.
Le tableau suivant présente les rattachements, au niveau infra-départemental, de la commune d'Ingrannes aux différentes circonscriptions administratives et électorales ainsi que l'historique de l'évolution de leurs territoires.
| Circonscription             | Nom                   | Période   | Type                         | Évolution du découpage territorial |
| --------------------------- | --------------------- | --------- | ---------------------------- | --- |
| District                    | Boiscommun            | 1790-1795 | Administrative               | La commune est rattachée au district de Boiscommun de 1790 à 1795,. La Constitution du 5 fructidor an III, appliquée à partir de vendémiaire an IV (1795) supprime les districts, rouages administratifs liés à la Terreur, mais maintient les cantons qui acquièrent dès lors plus d'importance. |
| Canton                      | Vitry aux Loges       | 1790-1801 | Administrative et électorale | Le 10 février 1790, la municipalité d'Ingranne est rattachée au canton de Vitry aux Loges,. Les cantons sont supprimés, en tant que découpage administratif, par une loi du 26 juin 1793, et ne conservent qu'un rôle électoral. Ils permettent l’élection des électeurs du second degré chargés de désigner les députés. Les cantons acquièrent une fonction administrative avec la disparition des districts en 1795. |
| Canton                      | Chécy                 | 1801-1806 | Administrative et électorale | Sous le Consulat, un redécoupage territorial visant à réduire le nombre de justices de paix ramène le nombre de cantons dans le Loiret de 59 à 31. Ingranne est alors rattachée par arrêté du 9 vendémiaire an X (30 septembre 1801) au canton de Chécy, sous le nom d'Ingranne,. |
| Canton                      | Neuville              | 1806-2015 | Administrative et électorale | En 1806, la commune est rattachée au canton de Neuville-aux-Bois, un canton nouveau formé d'une commune de l'ancien canton d'Ingré, supprimé, de sept communes issues du canton de Neuville et de trois issues du canton de Patay. |
| Canton                      | Châteauneuf-sur-Loire | 2015-     | Électorale                   | La loi du 17 mai 2013 et ses décrets d'application publiés en février et mars 2014 introduisent un nouveau découpage territorial pour les élections départementales. La commune est alors rattachée au nouveau canton de Châteauneuf-sur-Loire. Depuis cette réforme, plus aucun service de l'État n'exerce sa compétence sur un territoire s'appuyant sur le nouveau découpage cantonal. Le canton a disparu en tant que circonscription administrative de l'État ; il est désormais uniquement une circonscription électorale destinée à l'élection d'un binôme de conseillers départementaux siégeant au conseil départemental. |
| Arrondissement              | Orléans               | 1801-     | Administrative               | Ingranne est rattachée à l'arrondissement d'Orléans depuis sa création en 1801,. |
| Circonscription législative | 5e circonscription    | 2010-     | Électorale                   | Lors du découpage législatif de 1986, le nombre de circonscriptions législatives passe dans le Loiret de 4 à 5. Un nouveau redécoupage intervient en 2010 avec la loi du 23 février 2010. En attribuant un siège de député « par tranche » de 125 000 habitants, le nombre de circonscriptions par département varie désormais de 1 à 21,. Dans le Loiret, le nombre de circonscriptions passe de cinq à six. La réforme n'affecte pas Ingrannes qui reste rattachée à la cinquième circonscription. |

#### Collectivités de rattachement
La commune d'Ingrannes est rattachée au département du Loiret et à la région Centre-Val de Loire, à la fois circonscriptions administratives de l'État et collectivités territoriales.

### Politique et administration municipales

#### Conseil municipal et maire
Depuis les élections municipales de 2014, le conseil municipal  d'Ingrannes, commune de moins de 1 000 habitants, est élu au scrutin majoritaire plurinominal à deux tours, les électeurs pouvant modifier les listes, panacher, ajouter ou supprimer des candidats sans que le vote soit nul,  pour un mandat de six ans renouvelable. Il est composé de 15 membres. L'exécutif communal est constitué par le maire, élu par le conseil municipal, parmi ses membres, pour un mandat de six ans, c'est-à-dire pour la durée du mandat du conseil. Éric Poilane est maire depuis 2020.
| Période                                  | Période  | Identité                    | Étiquette | Qualité                                                                         |
| ---------------------------------------- | -------- | --------------------------- | --------- | ------------------------------------------------------------------------------- |
| Les données manquantes sont à compléter. |          |                             |           |                                                                                 |
| mars 1977                                | 1983     | Gaston Sauvard              |           |                                                                                 |
| mars 1989                                | 2002     | Bernard de La Rochefoucauld |           | Cofondateur de l'Institut La Boétie Président d'honneur de l'Institut Montaigne |
| septembre 2002                           | 2008     | Pierre Charreyre            |           |                                                                                 |
| mars 2008                                | 2014     | Hugues Triffault            |           |                                                                                 |
| mars 2014                                | 2020     | Robert Rapine               |           |                                                                                 |
| juillet 2020                             | En cours | Éric Poilane                |           |                                                                                 |

## Équipements et services

### Environnement

#### Gestion des déchets
En  2016, la commune est membre du SICTOM de la région de Châteauneuf-sur-Loire, créé en 1976. Celui-ci assure la collecte et le traitement des ordures ménagères résiduelles, des emballages ménagers recyclables  et des encombrants en porte à porte et du verre en points d’apport volontaire. Un réseau de dix déchèteries accueille les encombrants et autres déchets spécifiques (déchets verts, déchets dangereux, gravats, ferraille, cartons…). La déchèterie la plus proche de la commune est située sur la commune de Vitry-aux-Loges.L'élimination et la valorisation énergétique des déchets ménagers et de ceux issus de la collecte sélective sont effectuées par le SYCTOM de Gien-Châteauneuf-sur-Loire qui comprend un centre de transfert de déchets ménagers et un centre de stockage de déchets ultimes (CSDU) de classe II à Saint-Aignan-des-Gués ainsi qu'une usine d’incinération des ordures ménagères à Gien-Arrabloy.
Depuis le 1er janvier 2017, la « gestion des déchets ménagers » ne fait plus partie des compétences de la commune mais est une compétence obligatoire de la communauté de communes des Loges en application de la loi NOTRe du 7 août 2015.

#### Production et distribution d'eau
Le service public d’eau potable est une compétence obligatoire des communes depuis l’adoption de la loi du 30 décembre 2006 sur l’eau et les milieux aquatiques. Au 31 décembre 2016, la production et la distribution de l'eau potable sur le territoire communal sont assurées par le syndicat intercommunal d'alimentation en eau potable d'Ingrannes - Sully-la-Chapelle, un syndicat créé en 1966 desservant deux communes : Ingrannes et Sully-la-Chapelle,,.
La loi NOTRe du 7 août 2015 prévoit que le transfert des compétences « eau et assainissement » vers les communautés de communes sera obligatoire à compter du 1er janvier 2020. Le transfert d’une compétence entraîne  de  facto  la  mise  à disposition  gratuite  de  plein droit des biens, équipements et services publics utilisés, à la date du transfert, pour l'exercice de ces compétences et la substitution de la communauté dans les droits et obligations des communes,.

#### Assainissement
La compétence assainissement, qui recouvre obligatoirement la collecte, le transport et l’épuration des eaux usées, l’élimination des boues produites, ainsi que le contrôle des raccordements aux réseaux publics de collecte, est assurée  par la commune elle-même.
La commune est raccordée à une station d'épuration située sur le territoire communal, mise en service le 17 juillet 2002 et dont la capacité nominale de traitement est de  200 EH, soit 90 m3/jour. Cet équipement utilise un procédé d'épuration de type filtre à sable. Son exploitation est assurée par Commune d'Ingrannes,.
L’assainissement non collectif (ANC) désigne les installations individuelles de traitement des eaux domestiques qui ne sont pas desservies par un réseau public de collecte des eaux usées et qui doivent en conséquence traiter elles-mêmes leurs eaux usées avant de les rejeter dans le milieu naturel. En 2016, la communauté de communes des Loges assure le service public d'assainissement non collectif (SPANC), qui a pour mission de vérifier la bonne exécution des travaux de réalisation et de réhabilitation, ainsi que le bon fonctionnement et l’entretien des installations,.

## Population et société

### Démographie
L'évolution du nombre d'habitants est connue à travers les recensements de la population effectués dans la commune depuis 1793. Pour les communes de moins de 10 000 habitants, une enquête de recensement portant sur toute la population est réalisée tous les cinq ans, les populations de référence des années intermédiaires étant quant à elles estimées par interpolation ou extrapolation. Pour la commune, le premier recensement exhaustif entrant dans le cadre du nouveau dispositif a été réalisé en 2004.
En 2022, la commune comptait 543 habitants, en évolution de +3,04 % par rapport à 2016 (Loiret : +1,89 %, France hors Mayotte : +2,11 %).
| 1793 | 1800 | 1806 | 1821 | 1831 | 1836 | 1841 | 1846 | 1851 |
| ---- | ---- | ---- | ---- | ---- | ---- | ---- | ---- | ---- |
| 492  | 473  | 480  | 520  | 579  | 571  | 594  | 573  | 562  |

| 1856 | 1861 | 1866 | 1872 | 1876 | 1881 | 1886 | 1891 | 1896 |
| ---- | ---- | ---- | ---- | ---- | ---- | ---- | ---- | ---- |
| 585  | 585  | 588  | 616  | 592  | 580  | 567  | 545  | 556  |

| 1901 | 1906 | 1911 | 1921 | 1926 | 1931 | 1936 | 1946 | 1954 |
| ---- | ---- | ---- | ---- | ---- | ---- | ---- | ---- | ---- |
| 512  | 507  | 503  | 398  | 390  | 443  | 437  | 553  | 368  |

| 1962 | 1968 | 1975 | 1982 | 1990 | 1999 | 2004 | 2006 | 2009 |
| ---- | ---- | ---- | ---- | ---- | ---- | ---- | ---- | ---- |
| 313  | 284  | 284  | 293  | 330  | 395  | 439  | 467  | 519  |

| 2014 | 2019 | 2022 | - | - | - | - | - | - |
| ---- | ---- | ---- | - | - | - | - | - | - |
| 516  | 556  | 543  | - | - | - | - | - | - |

## Enseignement
Ingrannes est situé dans l'académie d'Orléans-Tours et dans la circonscription d'Orléans-nord. La commune possède une école primaire.

## Culture locale et patrimoine

### Lieux et monuments
- L'ancienne abbaye de la Cour-Dieu, fondée en 1119 par l'évêque d'Orléans Jean II, fut largement détruite pendant les Guerres de religion. Elle est inscrite sur l'inventaire des Monuments historiques[102].
- L’arboretum des Grandes Bruyères, jardin botanique créé par le Comte Bernard de La Rochefoucauld en 1973. Parc reconnu d'utilité publique en 1993 et labellisé Jardin remarquable en 2004, il présente sept collections nationales inscrites au CCVS, notamment 400 variétés de magnolias[103], 500 cornouillers et 250 chênes (dont un chêne rouvre labellisé « Arbre remarquable » en 2017). Le jardin compte également 800 rosiers anciens, 500 variétés de bruyères, 90 variétés de clématites et 7 000 arbres[104],[105]. C'est un parc de près de dix hectares en pleine forêt d'Orléans, défriché à partir de 1969 et dont les premières plantations datent de 1973[106].
- La réserve naturelle régionale des Grandes Bruyères, réserve naturelle volontaire créée le 11 octobre 1979[107] au sein de l'arboretum du même nom.
- Dans l'église Saint-Médard, la plaque funéraire en marbre de Claudie, femme de Jean de la Mainferme, datée de 1597, est classée Monument historique au titre d'objet depuis le 30 novembre 1908[108].

Lieux et monuments d'Ingrannes.
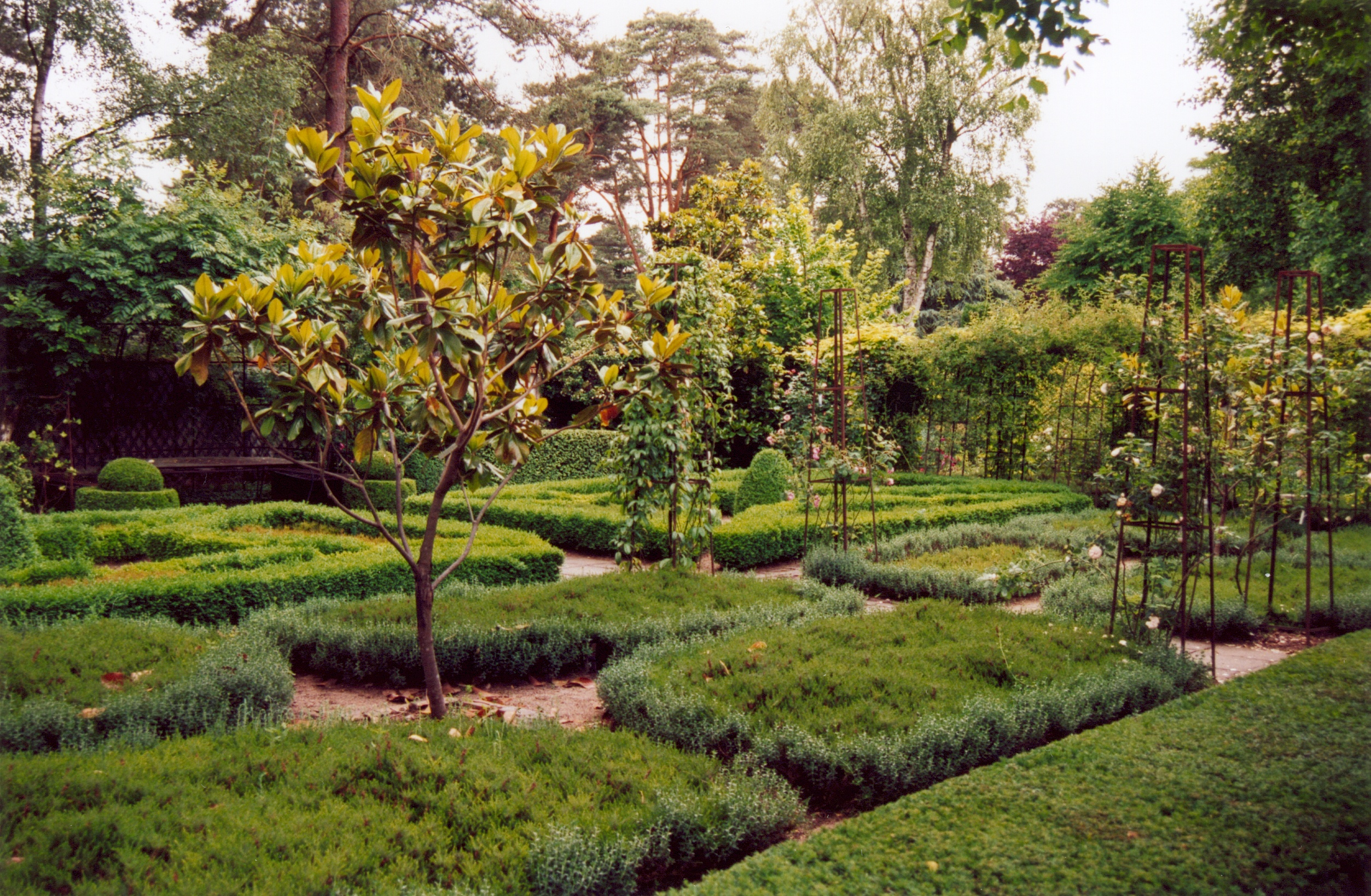
L'arboretum des Grandes Bruyères.
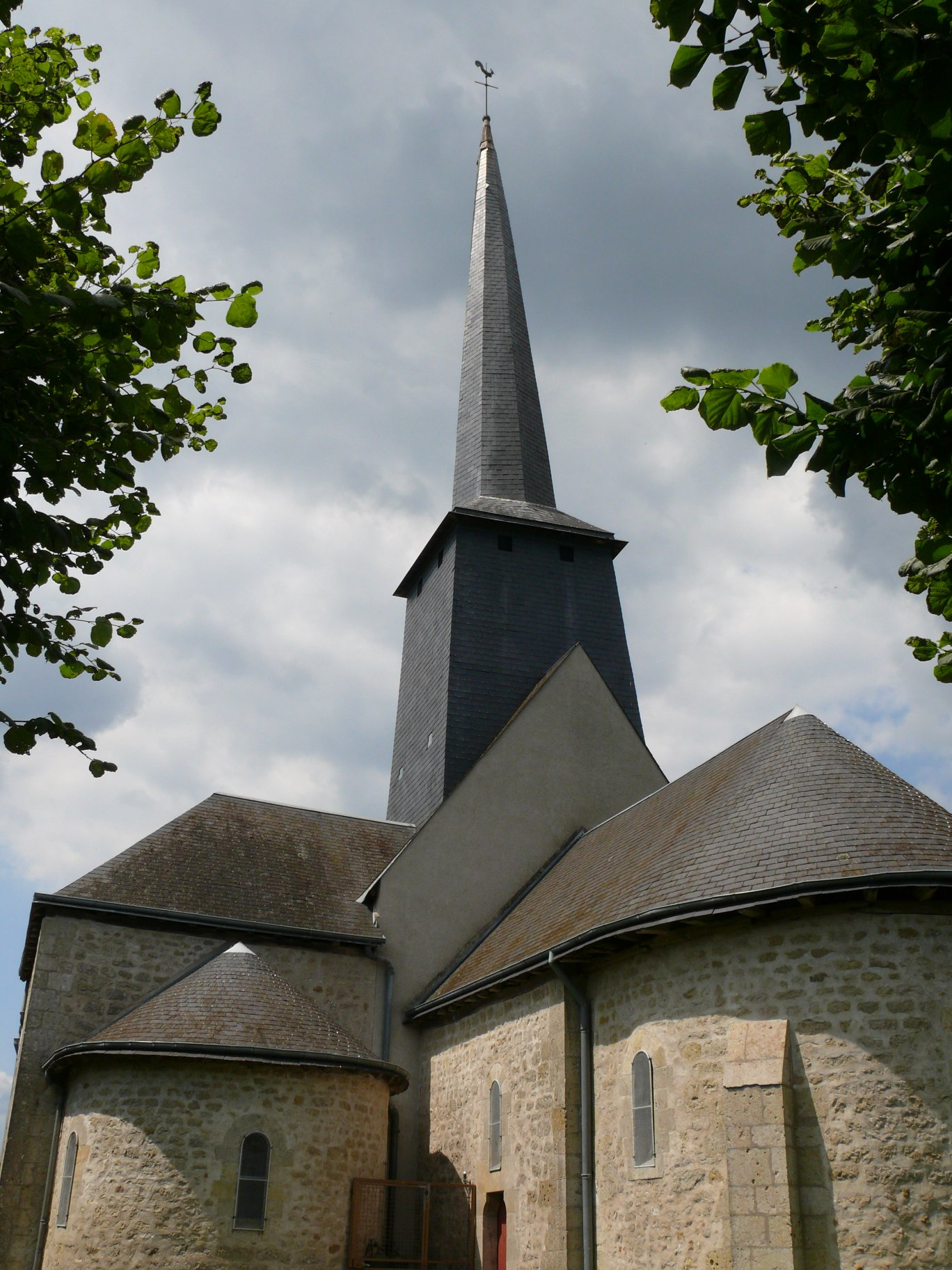
L'église Saint-Médard.

### Héraldique
| Blason de Ingrannes | Blason  | Écartelé : au 1er d'argent à la fasce ondée d'azur, au 2e de sinople à une cloche d'or, au 3e de sinople à un rencontre de cerf d'or, au 4e d'argent à un chêne de sinople. |
| Blason de Ingrannes | Détails | La fasce ondée évoque la rivière du Cens qui arrose la commune, la cloche symbolise l'église ainsi que l'ancienne abbaye de la Cour-Dieu, le cerf et le chêne montrent l'attachement du village pour sa forêt. Création des archives départementales du Loiret, adoptée le 23 février 2021. |

## Pour approfondir